# Lill-Fälltjärnen
Lill-Fälltjärnen är en sjö i Örnsköldsviks kommun i Ångermanland och ingår i Gideälvens huvudavrinningsområde.